# Калкани
Калканите (Scophthalmus) са род актиноптери от семейство Калканови (Scophthalmidae).
Таксонът е описан за пръв път от Константен Самюел Рафинеск през 1810 година.

## Видове
- Scophthalmus aquosus
- Scophthalmus maeoticus – Черноморски калкан
- Scophthalmus maximus – Калкан
- Scophthalmus ponticus
- Scophthalmus rhombus – Средиземноморски калкан